# Meierythrops
Meierythrops är ett släkte av kräftdjur. Meierythrops ingår i familjen Mysidae.
Kladogram enligt Catalogue of Life:
| Meierythrops | \| \| Meierythrops pacifica \| \| \| \| \| \| Meierythrops parvispinis \| \| \| \| |
|              | \| \| Meierythrops pacifica \| \| \| \| \| \| Meierythrops parvispinis \| \| \| \| |
|              | Meierythrops pacifica                                                              |
|              |                                                                                    |
|              | Meierythrops parvispinis                                                           |
|              |                                                                                    |